# Cornelis Anthonie Wulffraat
Cornelis Anthonie Wulffraat (Rotterdam, 3 maart 1872 – overleden tussen 1936 en 1950) was een Nederlands componist en koordirigent. Gedurende het grootste deel van zijn leven was hij woonachtig in Rotterdam; later bezocht hij met regelmaat Nederlands-Indië, waar hij zich uiteindelijk permanent heeft gevestigd.

## Persoonlijk
Cornelis Wulffraat was vernoemd naar zijn vader, letterzetter van beroep. Deze Cornelis Anthonie Wulffraat, die overleed op 72-jarige leeftijd op 29 september 1899 te Rotterdam, was getrouwd Maria Sara de Vrij, de moeder van de componist. In 1898 huwde hij Elisabeth Johanna Maria van Alphen, die in 1950 als weduwe overleed. Met haar kreeg hij twee dochters; beide dochters vestigden zich in Nederlands-Indië, waar ook Wulffraat zijn laatste jaren doorbracht.

## Carrière
Hij gaf rond 1900 muzieklessen in Rotterdam en was in 1894 leider van zangvereniging Harmonie, 1899 van Excelsior en in 1902 leider van het mannenkoor Orpheon. Bij die laatste diende hij per 1 januari 1903 zijn ontslag in wegens drukke werkzaamheden. In 1902 was er door dat koor nog een zangwedstrijd uitgeschreven. Een van de juryleden was Richard Hol. In de jaren dertig was hij dirigent van het politiemannenkoor Entre-Nous, waarmee hij diverse concerten gaf. In 1936 organiseerde dat koor een afscheidsconcert met een aantal solisten in het Haagse zaal Diligentia, waarbij diverse werken van hem werden uitgevoerd. Daarna vertrok Wulffraat richting Nederlands-Indië en verdween daarbij geheel uit beeld.

## Werken
Wulffraat is bekend van onder andere de volgende werken:
- Sancta Musica
- Koningin-Emma-Mars
- opus 3: Sommernacht (opgedragen aan zijn aanstaande)
- opus 4: Abschied in der Frühe
- opus 5: Zwei kleine Stücke zum Unterricht und Vortrag für Clavier; W.F. Lichtenauer, Rotterdam.
- opus 7: Weinachtsmette
- opus 8: ’s Morgens
- opus 9: Hauch der Ewigkeit
- opus 10: Ave verum corpus
- opus 11: Kindervreugde. Drie lichte Stukjes met Vingerzetting; Zelf uitgeven.
- opus 13: Romance (piano) (1909)
- opus 14: Kerstcantate
- opus 15; Zwei Lieder
- opus 16: Liedjes uit de bloemenweide
- opus 18: Kindervreugde, vier werken voor vierhandig piano)
- opus 19: Schoorsteenvegertje, een kinderoperette in twee bedrijven, eerste voorstelling donderdag 3 december 1914 in de Stadsschouwburg van Batavia (Nederlands-Indië; het libretto was van Catharina Kiehl; in 1932 was het nog te zien in Sittard.
- opus 20: Menuet voor piano
- opus 21: Spaanse dans
- opus 34: Anniversaire valse (piano en viool)
- opus 36: Valse mysterieuse
- opus 40: Ti prego o madre pia (zangstem, piano of orgel)
- opus 42: Veldmaarschalk Foch-marsch; Ph. Hakkert jr, Rotterdam, 1918.
- opus 43: Reverie Mignonne
- opus 45: Achttien Sint Nicolaas- en kerstliederen (kerstalbum)
- opus 46: Ook onze leeuw zal klauwen (zang, piano)
- opus 48: Meditation religieuse
- opus 49: Straijkkwartet
- opus 50: Herzwunden, ter nagedachtenis aan violist Stephan Partos (1920)
- opus 51: Thema con variatione gisa
- opus 55: Quatre préludes (piano)
- opus 74: Preludes voor violoncel
- opus 82: Largetto (viool of fluit met piano)
- opus 85: Dans op het mos

- International Standard Name Identifier: 0000 0003 9367 0101
- Nederlandse Thesaurus van Auteursnamen: 168728826
- Virtual International Authority File: 288027018